# Rivecourt
Rivecourt – miejscowość i gmina we Francji, w regionie Hauts-de-France, w departamencie Oise.
Według danych na rok 1990 gminę zamieszkiwały 383 osoby, a gęstość zaludnienia wynosiła 99 osób/km² (wśród 2293 gmin Pikardii Rivecourt plasuje się na 624. miejscu pod względem liczby ludności, natomiast pod względem powierzchni na miejscu 980.).